# En ryslig fästman
En ryslig fästman (originaltitel: The Importance of Being Earnest) är en brittisk långfilm från 1952 i regi av Anthony Asquith, med Michael Redgrave, Richard Wattis, Michael Denison och Walter Hudd i rollerna. Filmen bygger på Oscar Wildes pjäs Mister Ernest från 1895.

## Handling
Jack (Michael Redgrave) brukar ofta vela åka in till London för att träffa sin älskade Gwendolen (Joan Greenwood). Som förevändning har han hittat på en bror, Earnest, som bor där. Hans bäste vän Algernon (Michael Denison) börjar på skoj att utge sig för att vara brodern och förälskar sig i Jacks myndling, 18-åriga Cecily (Dorothy Tutin).

## Rollista
| Michael Redgrave    | – Jack Worthing      |
| Richard Wattis      | – Seton              |
| Michael Denison     | – Algernon Moncrieff |
| Walter Hudd         | – Lane               |
| Edith Evans         | – Lady Bracknell     |
| Joan Greenwood      | – Gwendolen Fairfax  |
| Dorothy Tutin       | – Cecily Cardew      |
| Margaret Rutherford | – Miss Prism         |
| Miles Malleson      | – Canon Chasuble     |
| Aubrey Mather       | – Merriman           |